# 无名怨愤
無名怨憤（法語：Ressentiment），是尼采著作中的一个关键概念，指经济上处于低水平的阶层对经济上处于高水平的阶层普遍抱有的一种积怨。或因自卑、压抑而引起的一种愤慨。